# Casas Grandes, Chihuahua
Casas Grandes este un oraș și o municipalitate din statul mexican Chihuahua, ambele situate pe râul San Miguel.

## Istoric
Localitatea conservă ruinele pre-columbiene ale orașului Paquime, care dată valorii sale excepționale arheologice, a fost introdus în 1998 pe lista vestigiilor UNESCO. Orașul a fost locuit de nativii americani numiți Paquime (varietatea Mogollón) între circa anii 700 până în 1519, când a fost abandonat probabil datorită numeroase atacuri ale tribului Apache.  În timpurile sale de mare splendoare, fusese un important centru al regiunii.

## Parte a Patrimoniului Mondial din Mexic
Arhitectura, care prezintă clădiri de locuit cu trei nivele, confecționate din lut, este "tipică" pentru zona acoperită în sud-vestul Statelor Unite și nordul Mexicului, de deșerturile Sonora și Chihuahua, prezentând și elemente ale constructorilor din Mezoamerica.